# Periodeut
Ein Periodeut ist in den Ostkirchen ein höherer Kleriker (Priester), der mit der Visitation der Landgemeinden beauftragt war und dafür speziell ordiniert wurde.
Mit dem Rückgang der Chorbischöfe wurden zunehmend Periodeuten eingesetzt. In manchen Kirchen bestehen beide Ämter nebeneinander. In Armenien und Georgien gab es nie Periodeuten. Heute gibt es sie in Kirchen syrischer Herkunft, in denen sie unterschiedliche Rechte und Aufgaben haben.